# Pemphigus plicatus
Pemphigus plicatus är en insektsart. Pemphigus plicatus ingår i släktet Pemphigus och familjen långrörsbladlöss. Inga underarter finns listade i Catalogue of Life.